# Bischofsmais
Bischofsmais település Németországban, azon belül Bajorországban. Lakosainak száma 3349 fő (2023. december 31.). Bischofsmais Lalling, Deggendorf, Regen, Schaufling és Grafling községekkel határos.

## Népesség
| Lakosok száma | 2693 | 1498 | 3204 | 3244 | 3142 | 3172 | 3169 | 3144 | 3307 | 3349 |
|               | 1970 | 1975 | 2011 | 2012 | 2014 | 2015 | 2017 | 2019 | 2022 | 2023 |